# 熊野新鹿インターチェンジ
熊野新鹿インターチェンジ（くまのあたしかインターチェンジ）は、三重県熊野市新鹿町にある熊野尾鷲道路のインターチェンジである。近畿自動車道紀勢線に並行する国道42号の自動車専用道路として整備される。仮称は新鹿インターチェンジであったが、2012年（平成24年）11月21日にインターチェンジ名称を熊野新鹿インターチェンジに決定した。
2013年（平成25年）9月29日に伊勢神宮式年遷宮に間に合わす形で開通。

## 歴史
- 2013年9月29日 : 三木里IC - 熊野大泊IC間開通に伴い供用開始[3]。

## 周辺

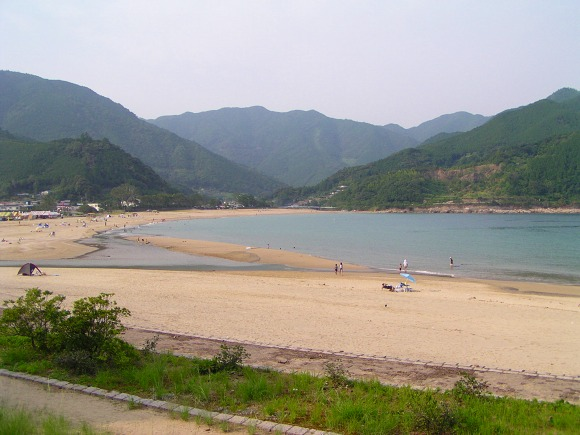
新鹿海水浴場

- 新鹿海水浴場
- 新鹿駅 （JR紀勢本線）

## 接続する道路
- 三重県道737号新鹿佐渡線

## 料金所
無料区間のため設置されない。

## 隣
E42 熊野尾鷲道路
(8) 賀田IC - (9) 熊野新鹿IC - (10) 熊野大泊IC